# Zvonečník černý
Zvonečník černý (Phyteuma nigrum)  je jedním z endemitů Českoněmeckého masivu. Hojně se vyskytuje na šumavských horských loukách a pastvinách.
Patří do čeledi Campanulaceae.

## Popis
Jedná se o vytrvalou rostlinu, 20–60 cm vysokou s přímou, lysou, v horní polovině bezlistou lodyhou. Přízemní listy jsou dlouze řapíkaté. Čepel listů je na bázi srdčitá, nepravidelně vroubkovaná a dvakrát delší než širší. Dolní lodyžní listy mají čepel při bázi uťatou až klínovitou. Květy černofialové, květenství válcovitý klas. 

## Kvetení
Černofialové klásky najdeme na šumavských loukách od května do července.

## Ekologie
Vyskytuje se na suchých i vlhkých až rašelinných loukách. Lemuje také lesy na neutrálních až slabě kyselých půdách, nevápenatých a většinou písčitohlinitých.

## Rozšíření
Fytogeograficky patří k nejvýznamnějším druhům Šumavy. Je hojně rozšířený na české, bavorské i rakouské straně Šumavy. Jako endemit České vysočiny dosahuje maximálně předhůří Alp. Jeho rozšíření je v malém areálu, je proto řazen mezi ohrožené druhy ČR.

## Hybridizace
Na Šumavě a v Krušných horách vyrůstá plodný kříženec mezi zvonečníkem černým a zvonečníkem klasnatým. Byl pojmenován Phyteuma × adulterinum Wallroth a zpětným křížením s rodiči vytváří složité hybridní roje.